# Egungum
Egungum (em iorubá: egungun) é um termo das religiões de matriz africana que designa os espíritos de pessoas mortas importantes, que retornam à terra. O termo faz parte da  mitologia iorubá.

## África

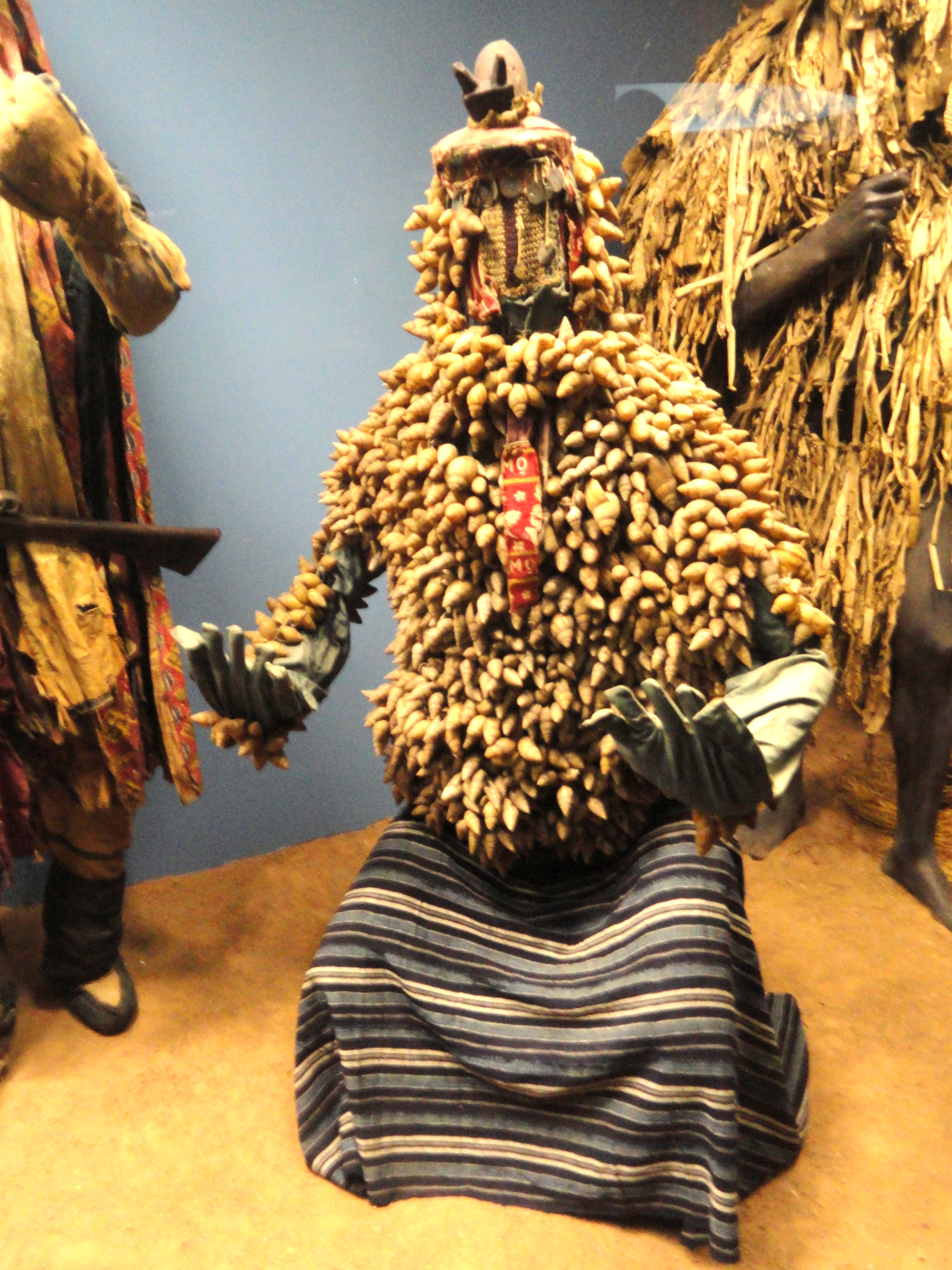
Traje iorubá para egungum em exibição no Museu Estadunidense de História Natural, em Nova Iorque

Segundo a tradição do culto dos eguns, é originário da África, mais precisamente da região de Oió. O culto de Egungum é exclusivo de homens, sendo Alapini o cargo mais elevado dentro do culto, tendo, como auxiliares, os ojés. Todo integrante do culto de egungum é chamado de mariuô.
Na África, Xangô é considerado a encarnação do deus primordial do sol, raios e tempestades. Xangô seria a encarnação de Jacutá, que é considerado a mão de Olorum que pune, o caráter punitivo de Olorum, ele representa o poder de Olorum, tanto que fora enviado ao mundo em criação para estabelecer a ordem entre Oxalá e Odudua, que são as duas divindades que foram encarregadas por Olorum da criação.
Desta forma, Xangô é cultuado como um orixá egungum, orixá por ele ser nada mais nada menos que o orixá da execução, da punição divina e egungum por ele ter tido sua passagem pela terra como homem e ter se iniciado. Xangô foi o criador do culto de egungum; foi o primeiro ojé (sacerdote do culto aos mortos); e também foi o primeiro Alapini (sumo-sacerdote do culto aos mortos). Isso é evidenciado em um de seus oriquis, que fala:
| “ | Rei do trovão (raios) Encaminha o fogo sem errar o alvo (alusão aos raios), nosso vaidoso ojé Xangô alcançou o palácio real Único que possuiu Oiá Grande líder dos orixás Rei que conversa no céu e que possui a honra dos ojés Rei que conversa no céu e que possui a honra dos ojés. | ” |

### Xangô criador de Culto a Egungum

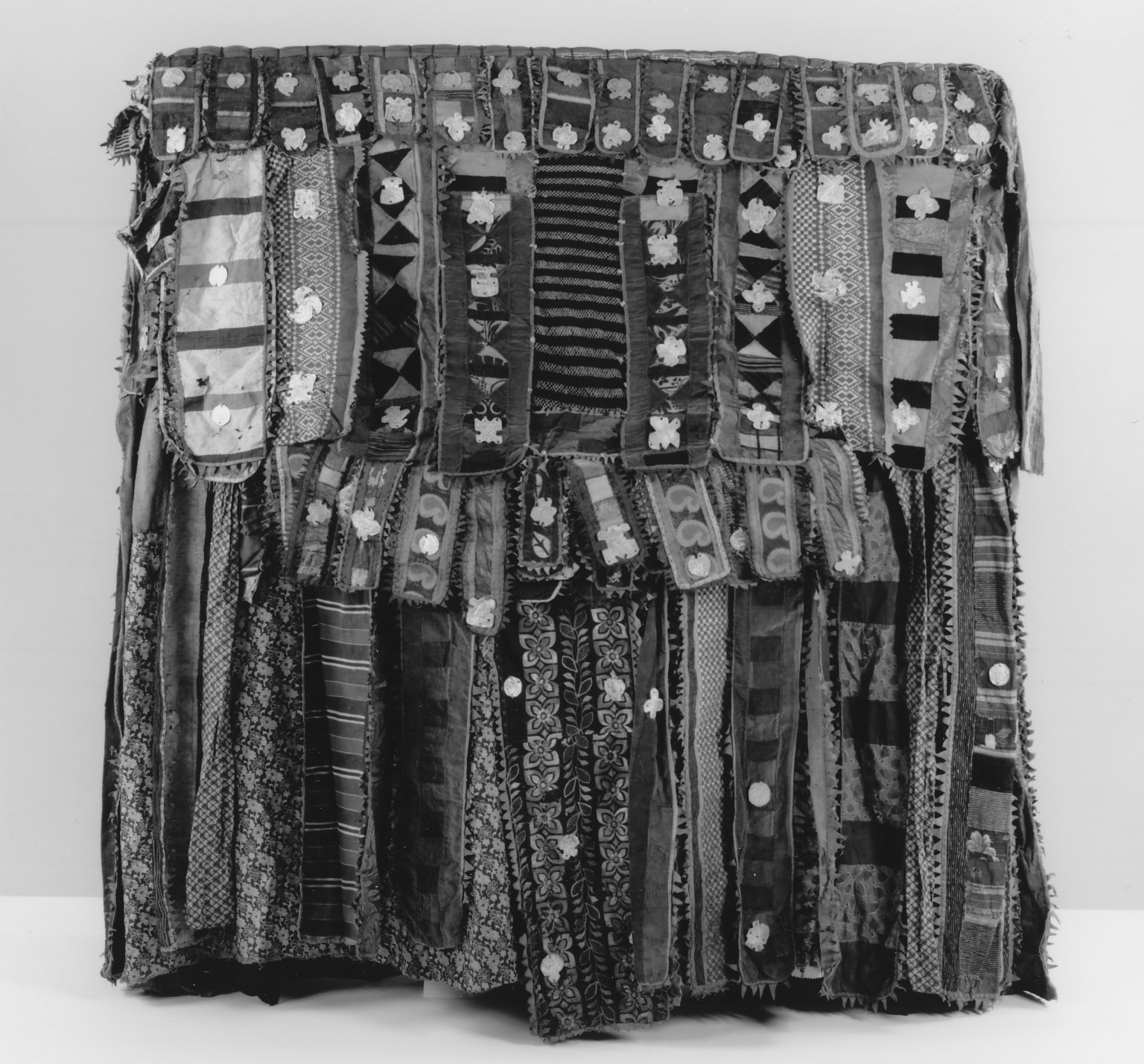
Traje da dança egungum no Museu do Brooklyn, em Nova Iorque

Xangô é o fundador do culto aos eguns, somente ele tem o poder de controlá-los, como diz um trecho de um Itã:
| “ | Em um dia muito importante, em que os homens estavam prestando culto aos ancestrais, com Xangô à frente, as Iami-Ajé fizeram roupas iguais às de egunguns, vestiram-na e tentaram assustar os homens que participavam do culto. Todos correram menos Xangô, que ficou e as enfrentou, desafiando os supostos espíritos. As Iámis ficaram furiosas com Xangô e juraram vingança. Em um certo momento em que Xangô estava distraído atendendo seus súditos, sua filha brincava alegremente: subiu em um pé de obi, e foi aí que as Iámis Ajé atacaram e derrubaram a Adubaiani, filha de Xangô que ele mais adorava. Xangô ficou desesperado, não conseguia mais governar seu reino, que, até então, era muito próspero. Foi até Orumilá, que lhe disse, então, que Iami era quem havia matado sua filha. Xangô quis saber o que poderia fazer para ver sua filha só mais uma vez, e Orumilá lhe disse para fazer oferendas ao orixá Icu (Oniborum), o guardião da entrada do mundo dos mortos. Assim Xangô fez, seguindo, à risca, os preceitos de Orumilá. Xangô conseguiu rever sua filha e tomou para si o controle absoluto dos mistérios de egungum (ancestrais), estando agora sob domínio dos homens este culto e as vestimentas dos eguns, e se tornando estritamente proibida a participação de mulheres neste culto. Caso essa regra seja desrespeitada, se provocará a ira de Olorum, Xangô, Icu e dos próprios eguns. Este foi o preço que as mulheres tiveram que pagar pela maldade de suas ancestrais. | ” |

## Brasil

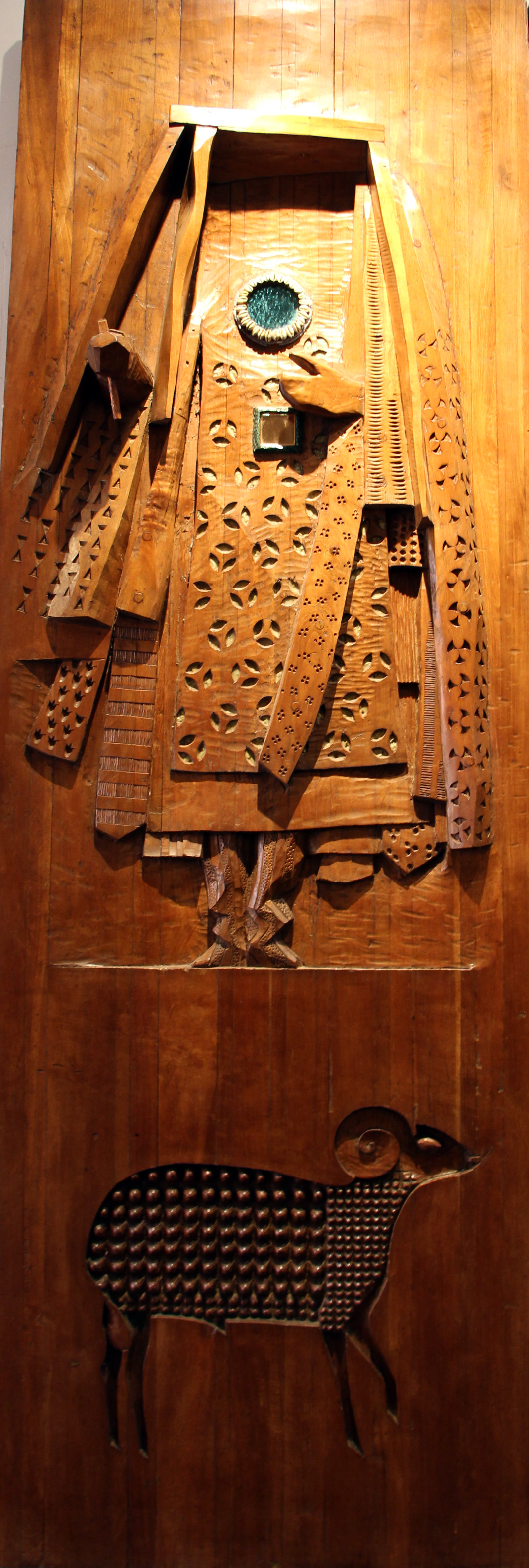
Babá Abaolá por Carybé

Egungum é o espírito ancestral de pessoa importante, homenageado no culto aos egunguns. Esse culto é feito em casas separadas das casas de orixá. No Brasil, o culto principal a egungum é praticado na ilha de Itaparica, no estado da Bahia, mas existem casas em outros estados. Normalmente, é chamado de Babá (pai) Egum e Babá-Egum. Também pode ser referido como Êssa, nome dos ancestrais fundadores do Aramefá de Oxóssi (conselho de Oxóssi, composto de seis pessoas). Ou Esa, espírito dos adoxu e dignitários do ebê (casa). Os nagôs cultuam os espíritos dos mais velhos de diversas formas, de acordo com a hierarquia que tiveram dentro da comunidade e com a sua atuação em prol da preservação e da transmissão dos valores culturais. E só os espíritos especialmente preparados para serem invocados e materializados é que recebem os nomes egum, egungum, Babá Egum ou simplesmente Babá (pai), sendo objetos desse culto todo especial.
Porque o objetivo principal do cultos dos eguns é tornar visíveis os espíritos dos ancestrais, agindo como uma ponte, um veículo, um elo entre os vivos e seus antepassados. E, ao mesmo tempo que mantém a continuidade entre a vida e a morte, o culto mantém estrito controle das relações entre os vivos e mortos, estabelecendo uma distinção bem clara entre os dois mundos: o dos vivos e o dos mortos (os dois níveis da existência). Assim, os babás trazem, para seus descendentes e fiéis, suas bênçãos e seus conselhos mas não podem ser tocados, e ficam sempre isolados dos vivos. Suas presença é rigorosamente controlada pelos ojé (sacerdotes do culto) e ninguém pode se aproximar deles.
Os egunguns se materializam, aparecendo para os descendentes e fiéis de uma forma espetacular, em meio a grandes cerimônias e festas, com vestes muito ricas e coloridas, com símbolos característicos que permitem estabelecer sua hierarquia. Os Babá Egun ou Egun Agbá (os ancestrais mais antigos) se destacam por estar cobertos com uma roupa específica de egum, chamada de eku na Nigéria ou "opá" na Bahia: são enfeitadas com búzios, espelhos e contas e por um conjunto de tiras de pano bordadas e enfeitadas que é chamado abalá, além de uma espécie de avental chamado "bantê", e por emitirem uma voz característica, gutural ou muito fina.
Os Aparaká são eguns mais jovens: não têm abalá nem bantê e nem uma forma definida; e são ainda mudos e sem identidade revelada, pois ainda não se sabe quem foram em vida. Acredita-se, então, que, sob as tiras de pano, encontra-se um ancestral conhecido ou, se ele não é reconhecível, qualquer coisa associada à morte. Neste último caso, o egungum representa ancestrais coletivos que simbolizam conceitos morais e são os mais respeitados e temidos entre todos os egunguns, guardiães que são da ética e da disciplina moral do grupo. No símbolo egungum, está expresso todo o mistério da transformação de um ser deste mundo num ser do além, de sua convocação e de sua presença no Aiê (o mundo dos vivos). Esse mistério (Awô) constitui o aspecto mais importante do culto.